# Sulev Vahtre
Sulev Vahtre (ur. 6 lipca 1926 w Laiuse, zm. 31 sierpnia 2007 w Tartu) – estoński historyk.
Po ukończeniu studiów w 1955 na Uniwersytecie w Tartu pracował tam do 1993. Zajmował się m.in. historią gospodarczą Estonii, średniowiecznym dziejopisarstwem, historią kultury i chrystianizacją Estonii w XIII wieku. W 1973 uzyskał tytuł doktora. W 1989 doprowadził do powstania katedry historii Estonii na Uniwersytecie w Tartu. Kierował nią do przejścia na emeryturę w 1993 roku.
Jego starszy syn Silver Vahtre zajmuje się działalnością artystyczną, z kolei młodszy, Lauri Vahtre, jest politykiem i historykiem.